# Abaucourt
Abaucourt je občina v departmaju Meurthe-et-Moselle francoske regije Lorena.
Leta 2008 je v občini živelo 300 oseb oz. 40 oseb/km².